# Publio Aurelio Stazio
Publio Aurelio Stazio è un personaggio immaginario, protagonista di una serie di gialli storici ambientati nell'antica Roma, soprattutto sotto il regno di Claudio. Autrice della serie di romanzi è la scrittrice italiana Danila Comastri Montanari.
I romanzi si concentrano sulle vicende di Publio Aurelio Stazio, membro del Senato di Roma, che si troverà sempre, in base alle circostanze e alla curiosità, a risolvere vari delitti.

## Personaggi principali

### Publio Aurelio Stazio
Patrizio per nascita, senatore per scelta e detective per passione Publio Aurelio Stazio è l'ultimo rampollo della nobilissima famiglia degli Aurelii, che fa risalire le proprie origini ad Anco Marzio. Cresce con scarse attenzioni da parte del padre, suo omonimo, un uomo autoritario, severo e violento, e della madre che, dopo aver divorziato, si risposa per ben cinque volte e va a vivere in Oriente; a prendersi cura di lui c'è la nutrice Aglaia.
Acquista la sua fortuna a sedici anni quando il padre muore in un banchetto, lasciandolo padrone delle ville, delle flotte, delle industrie e di tutte le ricchezze della famiglia, che l'amministratore Diomede è riuscito a far prosperare nonostante il vizio del gioco del padre di Aurelio. Ciò permette al giovane Publio di soddisfare tutte le sue ambizioni: viaggiare, studiare filosofia (è un convinto epicureo anche se si lamenta di non riuscire a raggiungere l'atarassia epicurea e l'indifferenza verso i piaceri della vita) e, soprattutto, corteggiare le belle donne. Risulta allergico al matrimonio tanto che la sua unione con la nobile Flaminia, che sposa a ventidue anni, ha vita breve e va in frantumi dopo la morte del figlio ancora in fasce; da Cave Canem apprendiamo che Publio Aurelio dai tempi del divorzio, nel 34 d.C., non ha più visto la moglie e non la rimpiange. Si riappacifica con lei nel corso di "Morituri te salutant". Si consola stringendo rapporti con numerosissime amanti, con poca o nessuna attenzione alle loro condizioni sociali, grazie alla sua ricchezza, al suo carisma e al suo bell'aspetto.
Come tutti i membri dell'antica nobilitas presta servizio nelle legioni; nel 26 d.C. lo troviamo ad esempio sul limes renano; nell'episodio Nemesis Aurelio dichiara di aver prestato servizio sul Reno con la legione XIV Gemina.
Come se la vita sentimentale, i libri, gli amici e la politica non fossero abbastanza per lui, si ritrova immerso (quasi sempre esclusivamente per la propria curiosità o interesse personale) in vari delitti. Contando su vari aiutanti, efficientissimi anche se a volte non proprio fedeli, come il segretario Castore e l'amica Pomponia, riesce sempre a risolverli. È poco interessato all'amministrazione e alle forme esteriori del suo rango (come la salutatio dei clientes) lasciando che ad occuparsene sia il suo intendente Paride, il figlio di Diomede succeduto alla posizione del proprio padre. È un caro amico dell'imperatore Claudio, che ha conosciuto verso il 19 d.C. e che gli è stato maestro di Etrusco.

#### Biografia e interessi
- nasce a Roma il 4 novembre (vigilia delle None) del 3 d.C.;
- è molto freddoloso tanto da aver fatto passare l'ipocausto della propria domus anche nel suo cubicolo. Questo agio non è sfuggito al padre coscritto rivale Lentulo che accusa Publio Aurelio di mollezza;
- contrariamente a tutti i Romani, egli odia i ludi gladiatori e vi assiste solo quando la sua presenza è strettamente necessaria;
- ha una passione per la cervesia, la birra, bevanda di importazione barbarica che egli preferisce al vino;
- per condurre le sue indagini non esita a fingersi schiavo per ben due volte (Cui prodest? e Tenebrae);
- riesce a sopravvivere all'imperatore Caligola, che aveva messo occhio sul suo ingentissimo patrimonio, grazie ad un espediente del fido Castore che, corrompendo un indovino, fa predire all'imperatore che sarebbe morto poche ore dopo aver assassinato il nobile Publio Aurelio Stazio, all'epoca non ancora senatore.

### Castore
Truffatore, ladro, ricattatore, falsario, imbroglione, il liberto Castore è il miglior segretario che Aurelio possa avere, nonché il suo più caro amico, compensando il padrone con una fedeltà tutta sua, e, nonostante il suo atteggiamento irritante, ironico e sarcastico, la sua astuzia riesce spesso a cavare d'impiccio nelle situazioni più difficili. Comperato da Aurelio ad Alessandria d'Egitto, strappato dal patibolo in quanto reo di aver rubato il tesoro dal tempio di Amon-Ra, il greco non sembra provare nessuna riconoscenza o rispetto per il suo signore, anzi, non si fa scrupolo di derubarlo e truffarlo ad ogni possibile occasione al fine di mettere in piedi attività imprenditoriali spesso disoneste. Castore cura molto il proprio aspetto e non disdegna di attingere al guardaroba di Aurelio quando vuole dare bella mostra di sé. Malgrado ciò è efficientissimo nel raccogliere le informazioni necessarie riguardo delitti (o, all'occorrenza, belle donne), riuscendovi con un sistema che garantisce il minimo della fatica (per lui) e il massimo della spesa (per Aurelio), oltre a ricavarci una ricca "cresta". Egli stesso è assai popolare con il gentil sesso ed è un impareggiabile trasformista, essendo capace di assumere le sembianze di druido, sacerdote egizio, pompiere e rabbino. Naturalmente quest'arte non viene usata solo per le indagini del patrizio, ma anche per i suoi guadagni illeciti.

#### Biografia e interessi
- l'età di Castore non è nota, si sa solo che è al servizio di Aurelio dal 31-32 d.C. (come si deduce in Nemesis)
- non perde occasione di ricordare ad Aurelio che la civiltà Greca è superiore a quella Romana e difatti egli, greco alessandrino, spesso si lamenta, ad arte, del fatto di essere costretto a vivere con i Romani barbari.
- odia i cavalli ed in generale cavalcare, ma se proprio deve preferisce farlo a dorso di un docile mulo.
- in vita sua perde ai dadi una sola volta quando, ubriaco fradicio, scambia i suoi dadi (truccati) con quelli dell'avversario;
- talvolta si diletta con il flauto e si dimostra provetto suonatore.
- s'innamora seriamente soltanto 2 volte in vita sua: prima di Xenia, schiava e ladra (come lui); poi della liberta Elettra

### Paride
Intendente di Publio Aurelio, è caratterialmente tutto il contrario del padrone: mite, timoroso degli dei, vegetariano e, soprattutto, onestissimo, cura in modo virtuoso le proprietà e le ricchezze del dominus, che si rifiuta fortemente di farlo. Cagionevole di salute,  è l'unico dei tre principali abitanti della domus del senatore a essere sposato. Figlio di Diomede, che era stato l'intendente degli Stazi prima di lui, è di quattro anni più giovane di Aurelio.

### Pomponia
Migliore amica del protagonista, è una obesa signora dal grande appetito, energica e curiosa, ma anche dalla generosità infinita. Sempre in guerra con l'amica-rivale Domitilla per il titolo di matrona più informata dell'Urbe, conosce ogni segreto dei suoi abitanti, grazie all'esercito di schiavi, ancelle et similia che paga per spiare i padroni. Con un cuore grande come il suo borsellino ha spesso aiutato i più derelitti. Ha sposato il ricchissimo cavaliere Servilio, ed il loro è un matrimonio d'amore. L'amica di Aurelio aveva un unico figlio, Quinto Servilo, caduto combattendo contro i Parti. La sua conoscenza, la memoria infallibile e la curiosità hanno spesso aiutato Aurelio nelle di lui indagini.

## Personaggi secondari
Ortensio
Archimagirus della domus di Publio Aurelio sul Viminale. È il miglior cuoco di Roma, famoso in tutta l'Urbe per le sue offelle di maiale.
Mummio Vero
Provinciale, si arruola nella coorte dei vigili per puro amor di patria e spirito di giustizia e fornisce a Publio Aurelio fondamentale apporto in più di un'indagine. Grazie alla conoscenza del senatore, ma soprattutto per merito della sua imbarazzante incorruttibilità, diventa in poco tempo capo di una stazione dei vigili notturni.
Ipparco
Medico a cui Publio Aurelio si rivolge non solo per le cure personali, della sua servitù, e personaggi incontrati durante i vari racconti, ma anche per l'analisi di cadaveri e tracce presenti sulle scene del delitto. Avanti con l'età, si dimostra sempre molto preparato nel suo campo. Ha un debole per le donne, soprattutto se formose. Inoltre è responsabile del valetudinarium finanziato da Aurelio.
Servilio
È il marito di Pomponia e grande amico di Publio Aurelio Stazio. Appartiene all'ordine equestre e nutre ambizioni politiche. Come sua moglie, è un grande estimatore del cibo e dello sfoggio di ricchezza che sfocia spesso nel cattivo gusto. Ha un carattere bonario e ama molto sua moglie, dalla quale ha avuto un figlio morto nella guerra contro i Parti.

## Critica
Negli intrighi che caratterizzano la serie di romanzi che hanno per protagonista il senatore sono stati riconosciuti vari riferimenti alle vicende dell'Italia contemporanea, con particolare riferimento alla politica.

## I romanzi della serie
1. 1990 - Mors tua - Premio Tedeschi 1990 Giallo Mondadori 1990; Speciale Giallo Mondadori n.1 1994; Hobby & Work 1997; Hobby & Work 1998, collana Publio Aurelio, un investigatore nell'antica Roma; Hobby & Work 2000.
2. 1991 - In corpore sano - Giallo Mondadori 1991; Speciale Giallo Mondadori n.1 1994; Hobby & Work 1998, collana Publio Aurelio, un investigatore nell'antica Roma; Hobby & Work 2000.
3. 1993 - Cave canem - Giallo Mondadori 1993; Speciale Giallo Mondadori n.1 1994; Hobby & Work 1999, collana Publio Aurelio, un investigatore nell'antica Roma.
4. 1994 - Morituri te salutant - Giallo Mondadori 1994; Hobby & Work 1999, collana Publio Aurelio, un investigatore nell'antica Roma.
5. 1996 - Parce sepulto - Giallo Mondadori 1996; Hobby & Work 1999, collana Publio Aurelio, un investigatore nell'antica Roma.
6. 1997 - Cui prodest? - Hobby & Work 1997; Hobby & Work 1998; Hobby & Work 1999, collana Publio Aurelio, un investigatore nell'antica Roma.
7. 1999 - Spes, ultima dea - Hobby & Work 1999, collana Publio Aurelio, un investigatore nell'antica Roma.
8. 2000 - Scelera - Hobby & Work 2000, collana Publio Aurelio, un investigatore nell'antica Roma.
9. 2001 - Gallia est - Hobby & Work 2001, collana Publio Aurelio, un investigatore nell'antica Roma.
10. 2002 - Saturnalia - Hobby & Work 2002, collana Publio Aurelio, un investigatore nell'antica Roma.
11. 2003 - Ars moriendi - Un'indagine a Pompei - Hobby & Work 2003, collana Publio Aurelio, un investigatore nell'antica Roma.
12. 2004 - Olympia - Un'indagine ai giochi ellenici - Hobby & Work 2004, collana Publio Aurelio, un investigatore nell'antica Roma.
13. 2005 - Tenebrae - Hobby & Work 2005, collana Publio Aurelio, un investigatore nell'antica Roma.
14. 2007 - Nemesis - Hobby & Work 2007, collana Publio Aurelio, un investigatore nell'antica Roma.
15. 2009 - Dura lex - Hobby & Work 2009, collana Publio Aurelio, un investigatore nell'antica Roma.
16. 2011 - Tabula rasa - Mondadori, Milano 2011, collana "Omnibus".
17. 2013 - Pallida mors - Mondadori, Milano 2013, collana "Omnibus".
18. 2015 - Saxa rubra - Mondadori, Milano 2015, collana "Omnibus".
19. 2017 - Ludus in fabula - Mondadori, Milano 2017, collana "Omnibus".

Altri libri
- 1994 - Vacanze romane (raccolta dei primi tre volumi) - Speciale Giallo Mondadori n.1, 1994